# Кавальер Святого Иоанна
Кавальер Святого Иоанна (мальт. Kavallier ta' San Ġwann) — оборонительное сооружение — кавальер XVI века в Валлетте, построенный по приказу Ордена Святого Иоанна. Он выходит окнами на бастион Святого Иоанна, часть защитных укреплений Валлетты. Помимо Кавальера Святого Иоанна в городе планировалось построить ещё 9 кавальров, но в итоге возвели всего два. Здание спроектировано итальянским военным инженером Франческо Лапарелли, а его строительство курировал его мальтийский помощник Джироламо Кассар.
Кавальер расположен недалеко от торговых рядов у городских ворот и садов Гастингса. Здание занимает посольство Мальтийского Ордена, преемника Ордена Святого Иоанна.

## История
После Великой осады Мальты османами в 1565 году Орден Святого Иоанна решили сделать Мальту своей постоянной резиденцией. Так появился укреплённый город Валлеттой, названный в честь великого магистра Жана Паризо де Валетта. Для начала строительства Де Валетт обратился за финансовой помощью к различным европейским правителям, и папа римский Пий V не только оказал финансовую помощь, но и направил на Мальту итальянского военного инженера Франческо Лапарелли для проектирования новых укреплений столицы. Строительство города началось в марте 1566 года, работы продолжались на протяжении всего 1570-х годов. После отъезда Лапарелли с Мальты и его последующей смерти строительство города было поручено его мальтийскому помощнику, архитектору и военному инженеру Джироламо Кассару.
Кавальер Святого Иоанна был одним из первых зданий, построенных в Валлетте, наряду другими укреплениями и Церковью Богоматери Победительницы. Он стоит на платформе, на которой размещались защищающие город пушки; позже там был построен город Флориана. Здание соединялось с кавальером Святого Якова подземным переходом, ныне закрытым.
В 1646 году великий магистр Джованни Паоло Ласкарис построил близ кавальера пороховые склады и арсенал. Склады были снесены в конце 1950-х годов, и памятная надпись, которая была расположена на их фасаде, теперь прикреплена на стене кавальера.
Кавалер использовался британскими войсками во время Второй мировой войны.

### Посольство
В 1967 году правительство Мальты сдало кавальер в аренду Мальтийскому ордену, преемнику ордена Святого Иоанна, на 99 лет. Там Мальтийский Орден основал свое посольство на Мальте, и кавальер был реставрирован под руководством посла Дино Марраджени и мальтийского инженера Роже де Джорджо, специалиста по реставрации исторических зданий. Реставрация выполнялась два года, при этом реставраторы стремились воссоздать оригинальный облик здания.
Кавалер запланирован как национальный памятник 1-го класса, а также внесен в Национальный реестр культурных ценностей Мальтийских островов.

## Архитектура
Кавальер Святого Иоанна — большая пятиугольная казематная артиллерийская платформа. Это сооружение проектировалось исходя исключительно из его оборонительного назначения, без декора. Он имеет внушительные размеры, но половина сооружения была заполнена спрессованной землей.
Кавальер занимает заднюю часть бастиона Святого Иоанна, из него можно было вести стрельбу, не мешая огню с парапета бастиона. На его террасе находится пороховой склад.
Ряд складов был приделан к кавальеру в 17 веке, но они были разрушены в 1950-х годах.